# Leporine
Leporine  (in croato Zečevo) è un'isola della Dalmazia settentrionale nella regione zaratina, in Croazia. Si trova nel mare Adriatico a sud di Pago.
Con la bassa marea l'isola si collega con il continente e nelle vecchie mappe è indicata come penisola con il nome di Madonna di Leporine. Sull'isola si trova la chiesa dedicata alla Madonna (Gospa od Zečeva).
Amministrativamente appartiene al comune di Verchè nella regione zaratina.

## Geografia
Leporine si trova all'imbocco di valle Pogliana Vecchia (uvala Stara Povljana), la grande insenatura a sud di Pago, 1 km a est di punta Puogo (rt Prutna) l'estremità della penisola Prutina (Prutna) che delimita a sud-ovest valle Pogliana Vecchia ed è il punto più meridionale di Pago. È situata inoltre 550 m circa a nord di punta San Lorenzo (rt Jasenovo) e ripara a nord l'insenatura di porto San Lorenzo (uvala Jasenovo). L'isola, lunga circa 1,5 km per 500 m di larghezza, ha una superficie di 0,536 km², la sua costa è lunga 3,69 km, l'altezza è di 25,8 m s.l.m..

### Isole adiacenti
- Isolotto dei Sorci, a nord-ovest di Leporine.
- San Paolo (Veli Sikavac), a est.
- Scanio (Mali Sikavac) , a est.

### Cartografia
- (HR) Mappa topografica della Croazia 1:25000, su preglednik.arkod.hr. URL consultato il 12 giugno 2017.
- Carta di cabottaggio del mare Adriatico, foglio VII, Milano, Istituto geografico militare, 1822-1824. URL consultato il 12 giugno 2017 (archiviato dall'url originale il 13 aprile 2013).